# Stora Torp
Stora Torp är en herrgårdsbyggnad i Örgryte norr om Delsjöområdets naturreservat, vid Alfred Wigelius väg i Göteborgs kommun. Fastigheten har 9 600 kvadratmeter yta och 3 200 kvadratmeter bostads- och kontorsyta. Stora Torp var från början en stor lantegendom som har anor från 1550-talet. Perioden 1550 till 1777 kallades egendomen Torpit eller Torpett och att "Jöns och Jon på Torpitt" var frälsebönder där. De lydde under Sten Eriksson Leijonhufvuds gård Kärra, nuvarande Kärralund. Efter hans blodiga slut 1568 kom Kärra att tillhöra hans änka "Gref Ebba." Efter "Gref Ebbas" ägdes Stora Torp, liksom Lärjeholm, av fältmarskalken och riksrådet Herman Wrangel. År 1625 är ett årtal som antecknats i sammanhanget.
Huset fick sitt nuvarande utseende i slutet av 1870-talet.

## Historia

### 1700-talet
Familjen Prytz ägde gården under 1700-talet, som då bestod av en huvudbyggnad som var byggd i trä i två våningar. En stor trädgård omgav huset, och det fanns även några ekonomibyggnader på gården. I en auktionskungörelse i Göteborgs Allehanda den 10 januari 1783, står det om Stora Torp: 
Situationen ganska vacker med behagelig utsikt. Nedanför gården och manbyggnaden är en stor trädgård, deruti 4 Qvarter till kål, rötter och grönsaker, inemot 200 stycken fruktbärande träd. Själva gårdsrummet är i fyrkant. En helt ny Caractärsbyggning på gården, rödmålad med italienskt tak, täckt med bräder och taktegel, bestående i undre etage utom förstuga och kök av 7 rum, alla målade utom mjölkkammaren".

### 1800-talet
Egendomen togs över 1844 av David Carnegie d.y.. Manbyggnaden av trä ombyggdes år 1860 efter ritningar av Victor von Gegerfelt. Fasaden omgestaltades som helhet. Verandor byggdes till, liksom två gavelvända partier och ett burspråk på huvudfasaden samt troligen även övre delen av tornet. Villan uppfattades av samtiden som uppförd i cottagestilen. Villan omgavs av en park i engelsk stil. Här hade skapats ett Tusculum för en rik man, en tillflyktsort undan stadens qvalm och affärslifvets oro. År 1865 köptes gården av grosshandlare Oscar Ekman. Trävillan brann år 1871 och fick rivas. Oscar Ekman skrev i ett brev till sin hustru Louise: ... Du vet att det var fredagen den 19 maj, som elden började. Jag var den kvällen tillsammans med Magnus och Axel Dickson på Lorensberg för att se på några akrobater, som inom parentes sagt voro mycket dåliga. Då vi begåvo oss därifrån, efter att hava ätit, var klockan omkring 1/2 11. Jag märkte då ett eldsken över trakten vid Torp./.../ Du kan själv göra dig en föreställning över mina känslor, då jag såg vårt gamla hem förtäras av lågorna, och som jag såg att det var alldeles omöjligt att kunna bärga något, stannade jag en lång stund i mina tankar på bergshöjden."
Ekman lät 1872-73 uppföra ett nytt hus av sten som sommarhus, ritat av arkitekt Axel Kumlien. Han anlades en ny, 4 meter bred uppfartsväg, fram till huvudbyggnaden. Arbetet utfördes av "Johan på Gårda." Även torpställena förnyades, såsom "Kolemaden" och "Lyckan" utefter skogsvägen fram till Delsjön, samt "Bengtstorpet" vid Ryttarkamraternas tidigare hinderbana, alla byggda kring sekelskiftet. På Stora Torps gårdssida fanns en bokskog och ovanför den ligger Korpberget eller Utsiktsberget, som det även kallas. I slutet av 1800-talet byggdes där ett utsiktstorn — det så kallade "Blå Tornet" — i två våningar.

### 1900-talet
Göteborgs stad köpte 1941 hela egendomen Stora Torp från fastighetsaktiebolaget David Carnegie & Co för 875 000 kronor. Därefter vidtog en större ombyggnad av arkitekten R.O. Swensson i Göteborg, finansierad genom donationer av främst direktör Hjalmar Larsson i Göteborg. Byggnaden innehöll då 14 kontorsrum, därav tre stora salar. VD-rummet var det enda där 1870-talsdekoren kunde bibehållas. På väggarna i entrén finns på den ena sidan Skogssällskapets donatorer och på den andra alla som skänkt pengar och materiel till ombyggnaden. Invigningen skedde i samband med ett årsmöte och med sällskapets medlemmar den 29 november 1942. Den förrättades av statsrådet Axel Pehrsson-Bramstorp i närvaro av ett stort antal representanter för statliga verk och inrättningar, länsstyrelser, skogsvårdsstyrelser, Göteborgs stad och andra.
År 1986 köpte Skogssällskapet fastigheten från Göteborgs kommun för 2,3 miljoner. Man gjorde en tillbyggnad norr om herrgården 1987 efter en livlig debatt om det verkligen var lämpligt med ett storskaligt ingrepp som detta i det gamla kulturhistoriska området. Hela huset är idag kontor, en av hyresgästerna är Friluftsfrämjandet.

### 2000-talet
År 2010 var slottet till salu med utgångspriset 59 miljoner, och samma år köpte Varbergs Stenfastigheter huset av Skogssällskapet.
Intill Stora Torp ligger Delsjö golfbana, vid fjärde tee finns en grav där ägarna till egendomen begravde sina jakthundar.

## Tillhörande byggnader

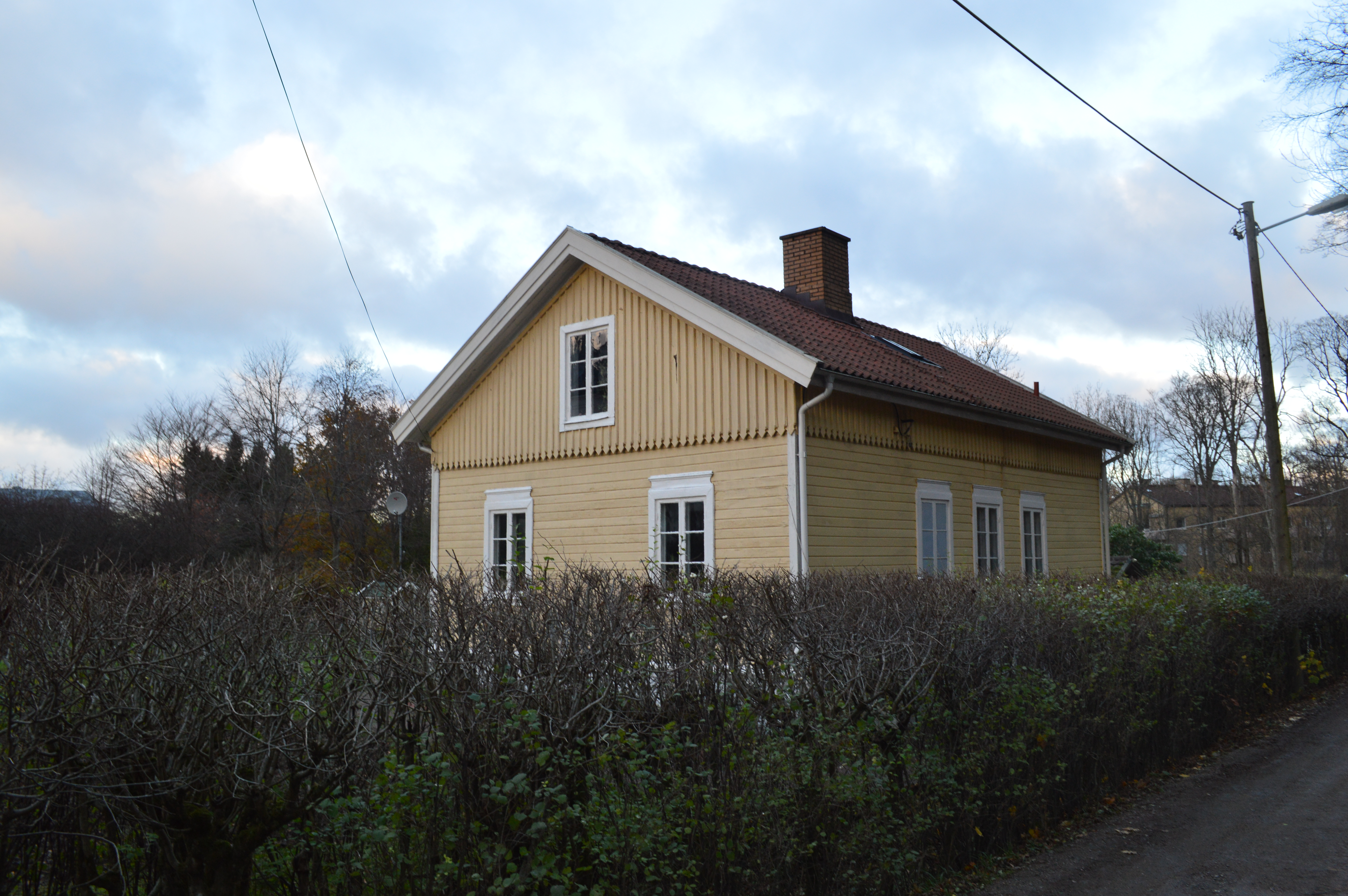
Trädgårdsmästarbostaden
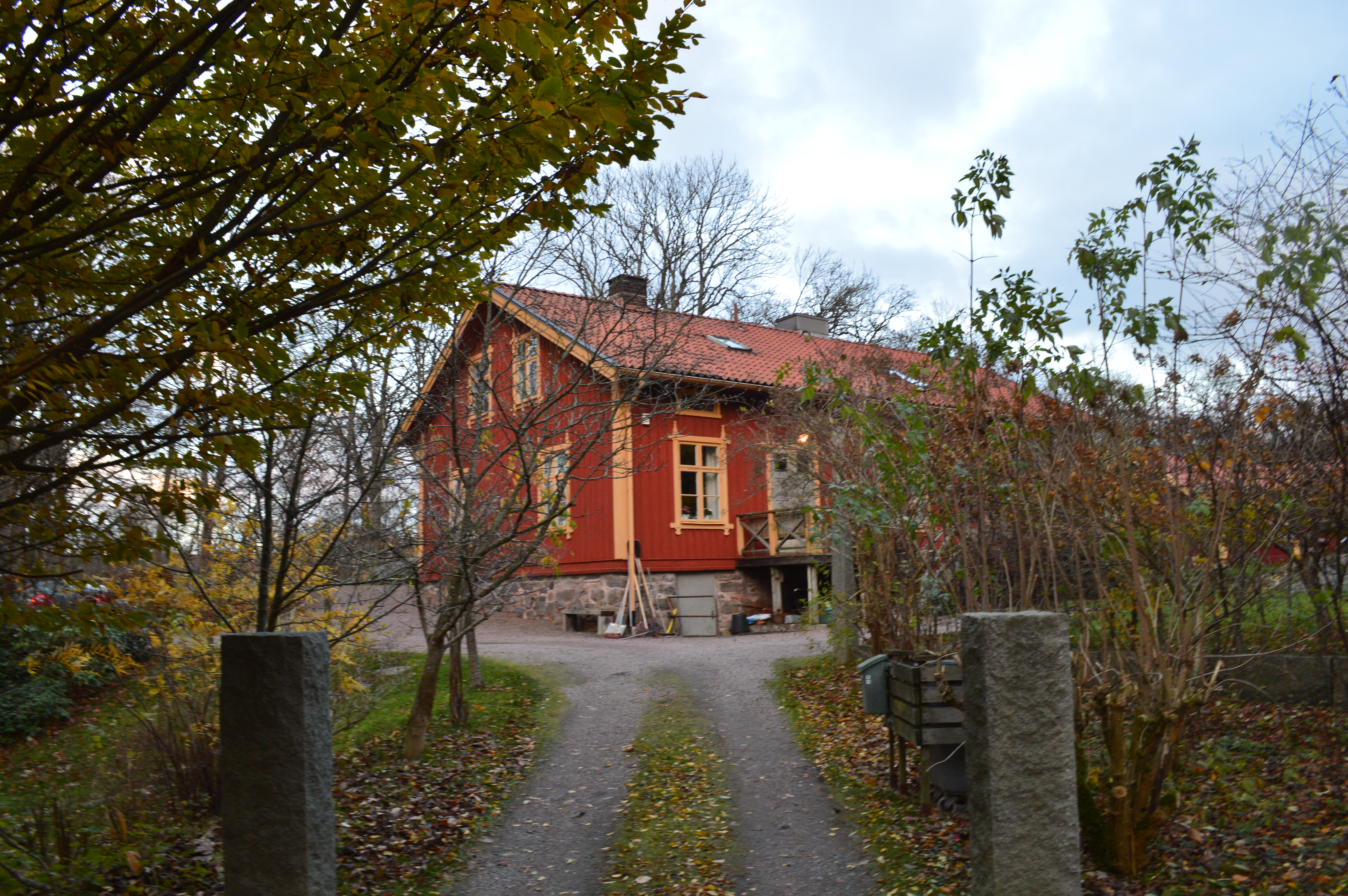
Arrendatorbostaden
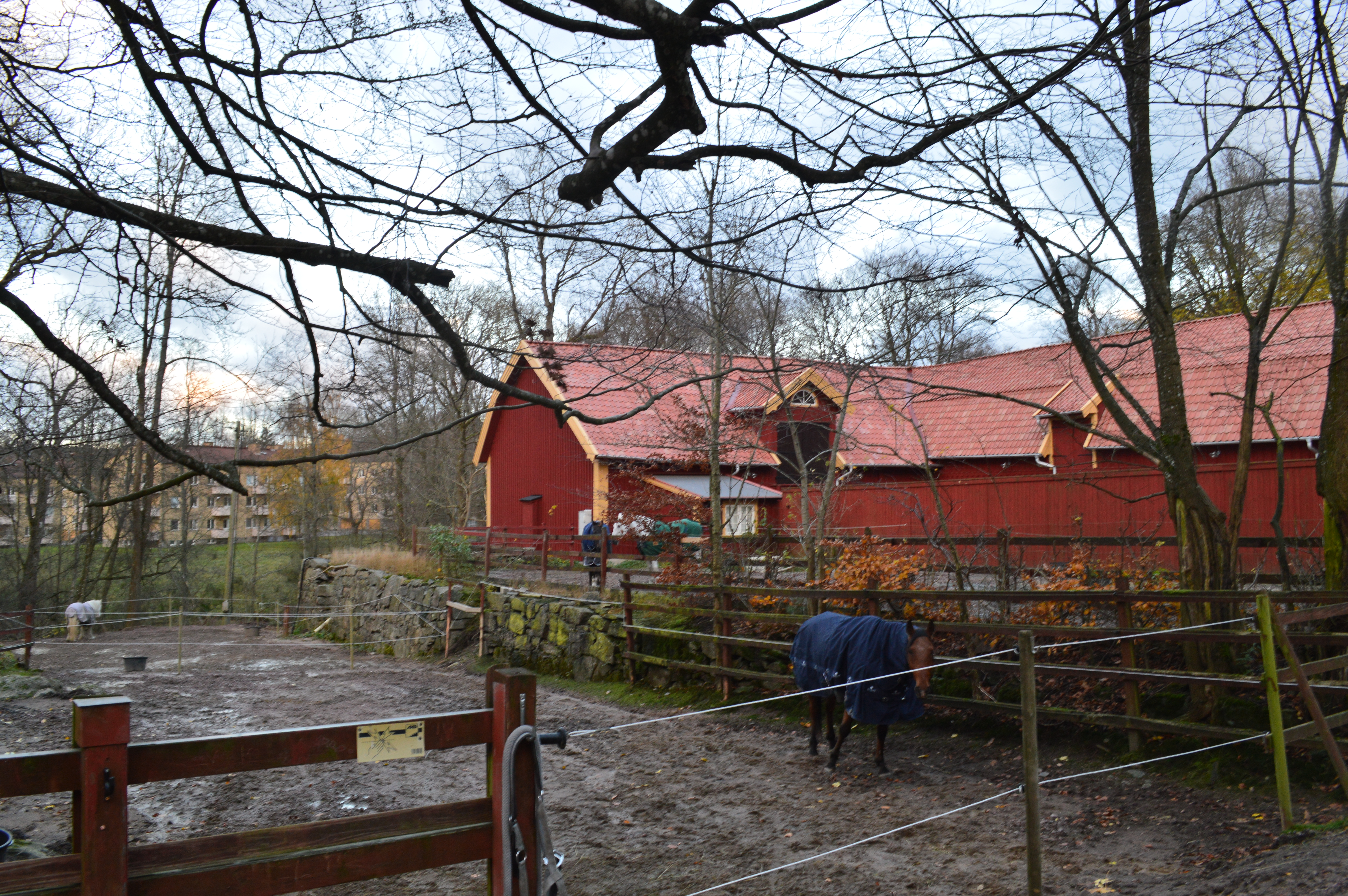
Stora stallet
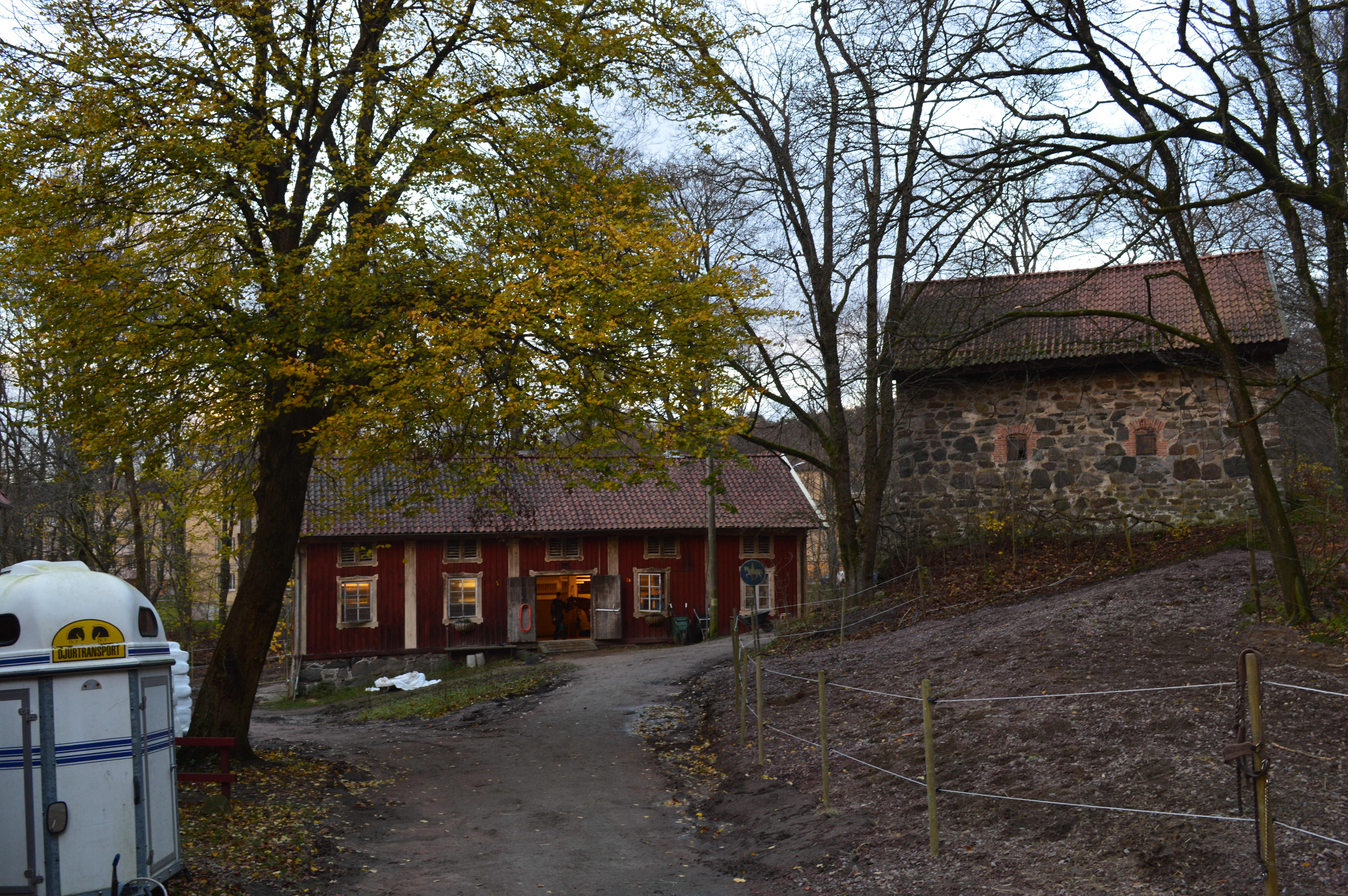
Lilla stallet och stenmagasin från 1600-talet

## Externa länkar

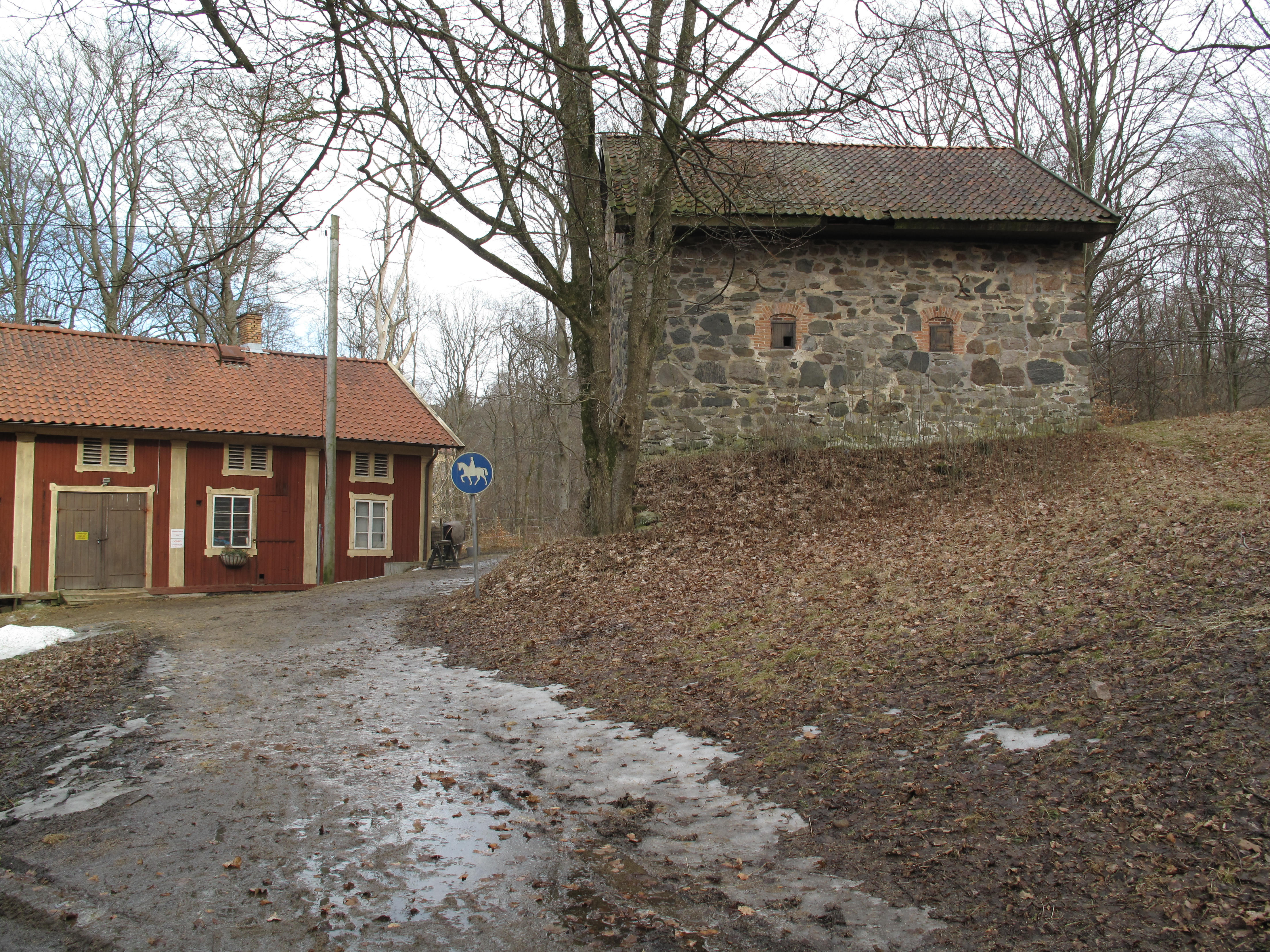
Visthusbod tillhörande Stora Torp.
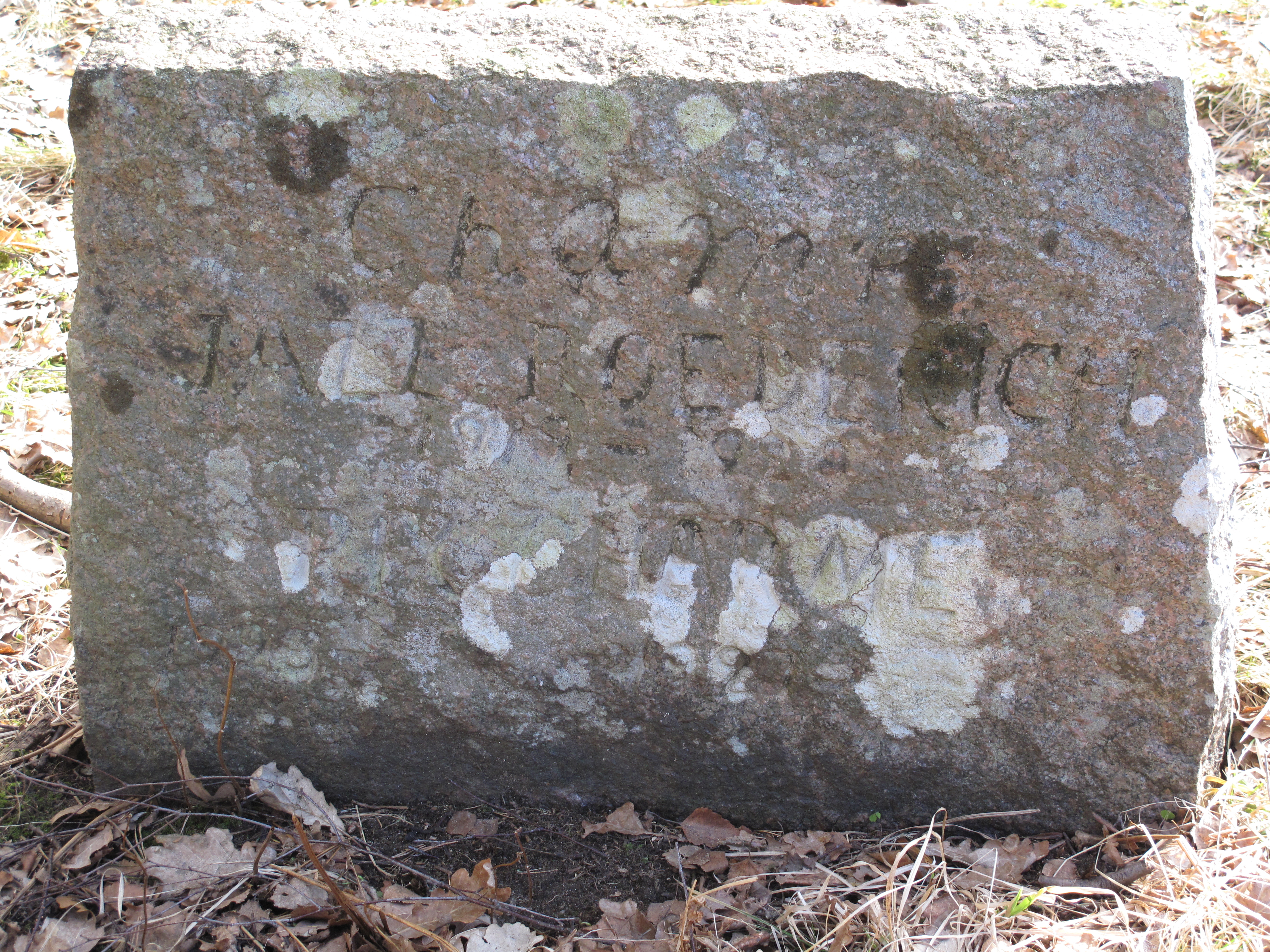
Gravstenens baksida med namnen på hundarna: Champ, Jall, Roederich, Py och Harme.
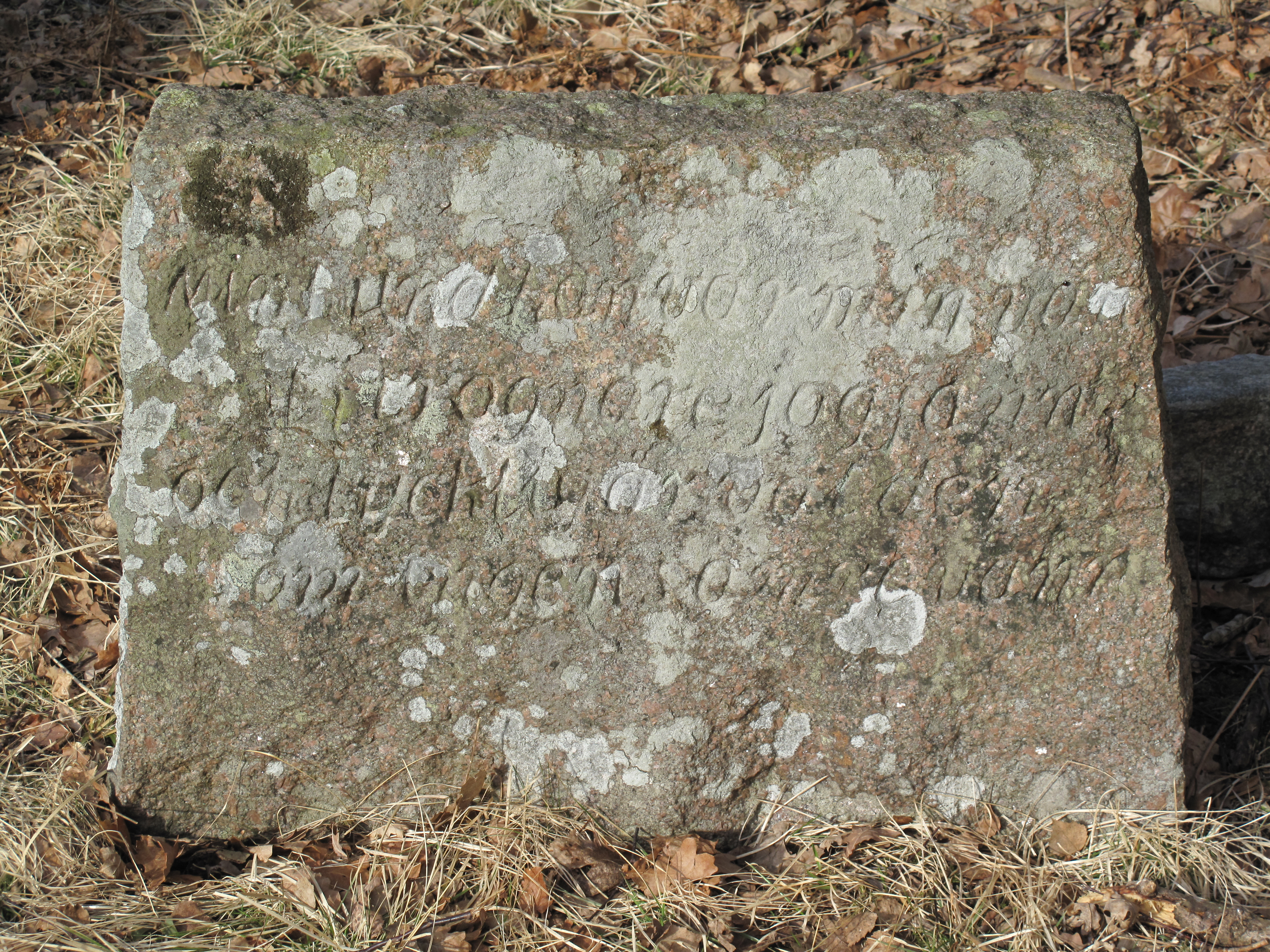
Hundgrav nära Stora Torp vid fjärde utslaget på Delsjö golfbana. Texten lyder: Min hund han var min vän, ej trognare jag fann, och lycklig är väl den som ingen sämre vann.